# Velká Turná
Velká Turná là một làng thuộc huyện Strakonice, vùng Jihočeský, Cộng hòa Séc.